# Suzon (schip, 1913)
De Suzon was een Belgisch stoomvrachtschip van 2.239 ton, dat tijdens de Tweede Wereldoorlog tot zinken werd gebracht door een Duitse onderzeeboot.

## Geschiedenis
Het schip werd onder de naam Portwood gebouwd in 1913 op de scheepswerf van S.P. Austin & Son Ltd. Sunderland, voor Wm. France, Fenwick & Co Ltd., Londen. In 1930 werd het verkocht aan België en hernoemd als Suzon. De eigenaar was Armement Marcel Goossens & Co. Antwerpen met aldaar haar thuishaven.

## De laatste reis
Haar bemanning bestond uit 20 manschappen en haar reisroute was vanuit Bordeaux naar Cardiff met 2.400 ton kuilstenen.
Omstreeks 18.45 uur op 1 oktober 1939, probeerden de U-35 van kptlt. Werner Lott om de nog neutrale en ongewapende cargo Suzon met kapitein R. Lejeune als bevelhebber, tegen te houden die aanvankelijk probeerde te ontsnappen, maar ophield met haar ontsnappingsmanoeuvers toen de U-boot een waarschuwingsschot met het dekkanon loste voor de boeg. Na het haastige verlaten van hun schip, klommen de 20 voltallige bemanningsleden in de reddingsboten en verlieten zo het nog ongeschonden vrachtschip.
Het schip brak in twee stukken en zonk op 330° en 42 zeemijlen van Quessant, Bretagne, nadat ze geraakt werd door een fatale torpedotreffer. De Suzon zonk in positie 48°08’ N. en 07°36’ W. De bemanningsleden konden nog wegkomen in hun reddingssloepen.